# MILAN

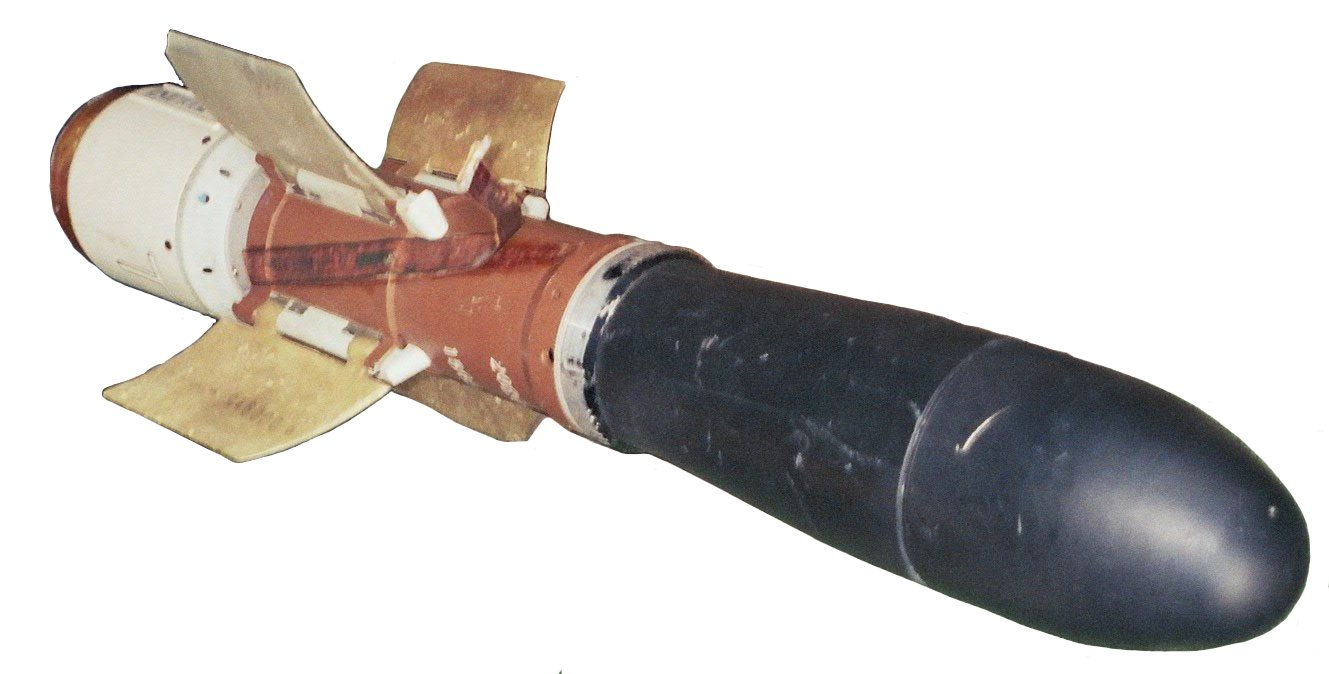
MILAN-Flugkörper

Die MILAN (franz. Missile d′Infanterie léger antichar, deutsch leichte Infanterie-Panzerabwehrrakete; gleichzeitig bedeutet dieses Apronym den habichtartigen Greifvogel Milan) ist eine leichte Boden-Boden-Panzerabwehrlenkwaffe, die in den 1970er-Jahren in deutsch-französischer Kooperation entwickelt wurde. Sie wurde 1977 bei der Bundeswehr in Dienst gestellt und ist bis heute im Einsatz.

## Entwicklung
Am 12. April 1963 wurde ein erstes deutsch-französisches Regierungsabkommen über die Entwicklung von Panzerabwehrlenkraketen MILAN abgeschlossen. Am 20. Februar 1970 wurde eine Regierungsvereinbarung über die Einrichtung des deutsch-französischen Programmbüros in Rueil-Malmaison mit der Zuständigkeit für die gemeinsamen Programme MILAN, HOT und ROLAND I unterzeichnet.
Das MILAN-System wurde dann in den 1970er-Jahren in deutsch-französischer Kooperation durch Messerschmitt-Bölkow-Blohm entwickelt.
Nachdem in den USA bereits die TOW-Panzerabwehrlenkflugkörper entwickelt worden waren, setzte die europäische Waffenschmiede Euromissile auf ein eigenes System, das auf das europäische Gelände und die zu erwartenden Sichtstrecken ausgelegt sein sollte.
Seit 2006 ist die neueste Version MILAN ADT verfügbar. In diesem System wurde MILAN 3 um ein leistungsfähiges Wärmebildgerät erweitert. Der reichweitengesteigerte Flugkörper MILAN ER kann Ziele in bis zu 3 km Entfernung bekämpfen. Anschließend wurde von dem paneuropäischen Unternehmen MBDA eine kampfwertgesteigerte Variante der MILAN (MILAN ER) erarbeitet, die über einen verbesserten Gefechtskopf verfügt.

## Technik

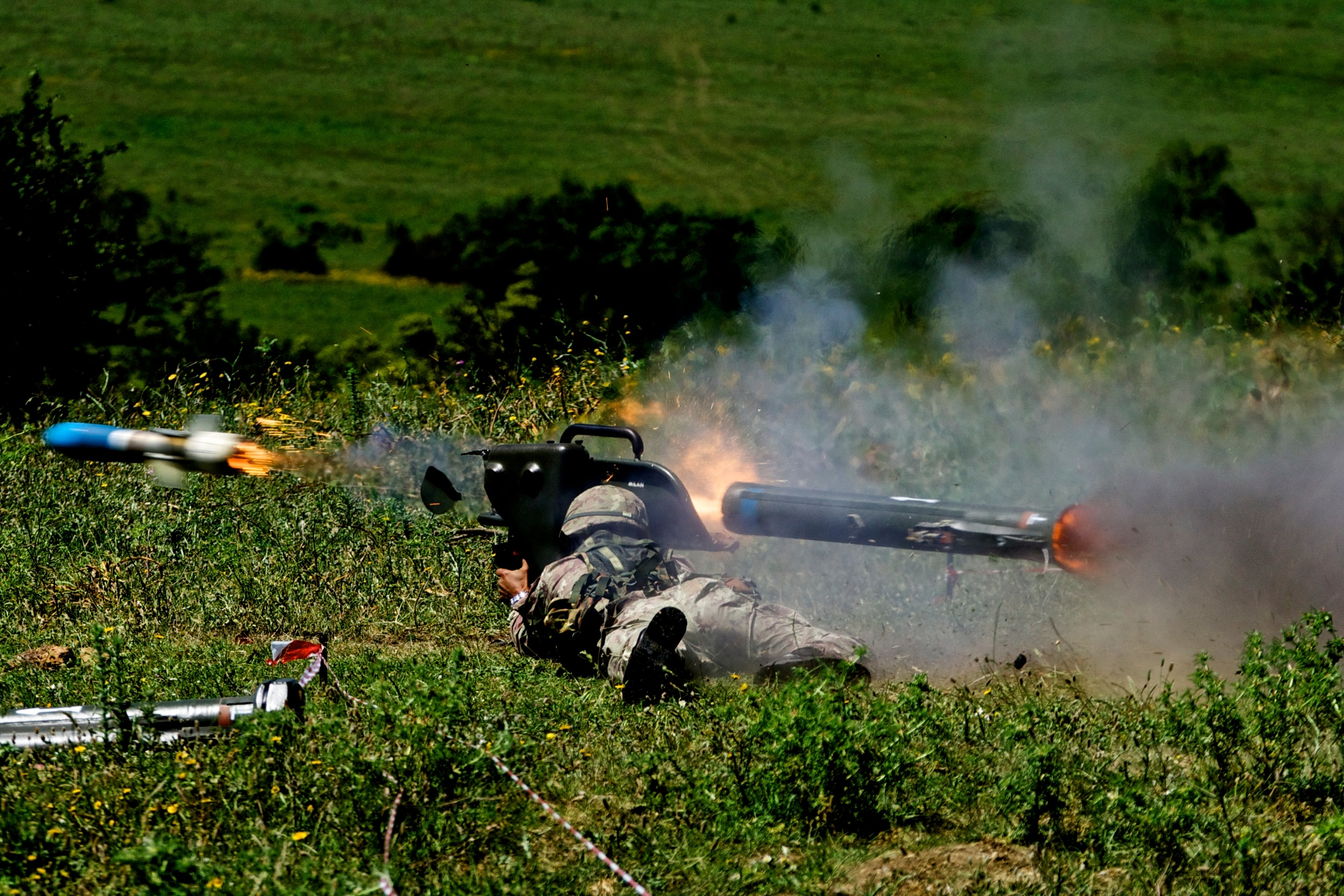
Abschuss einer MILAN-Rakete

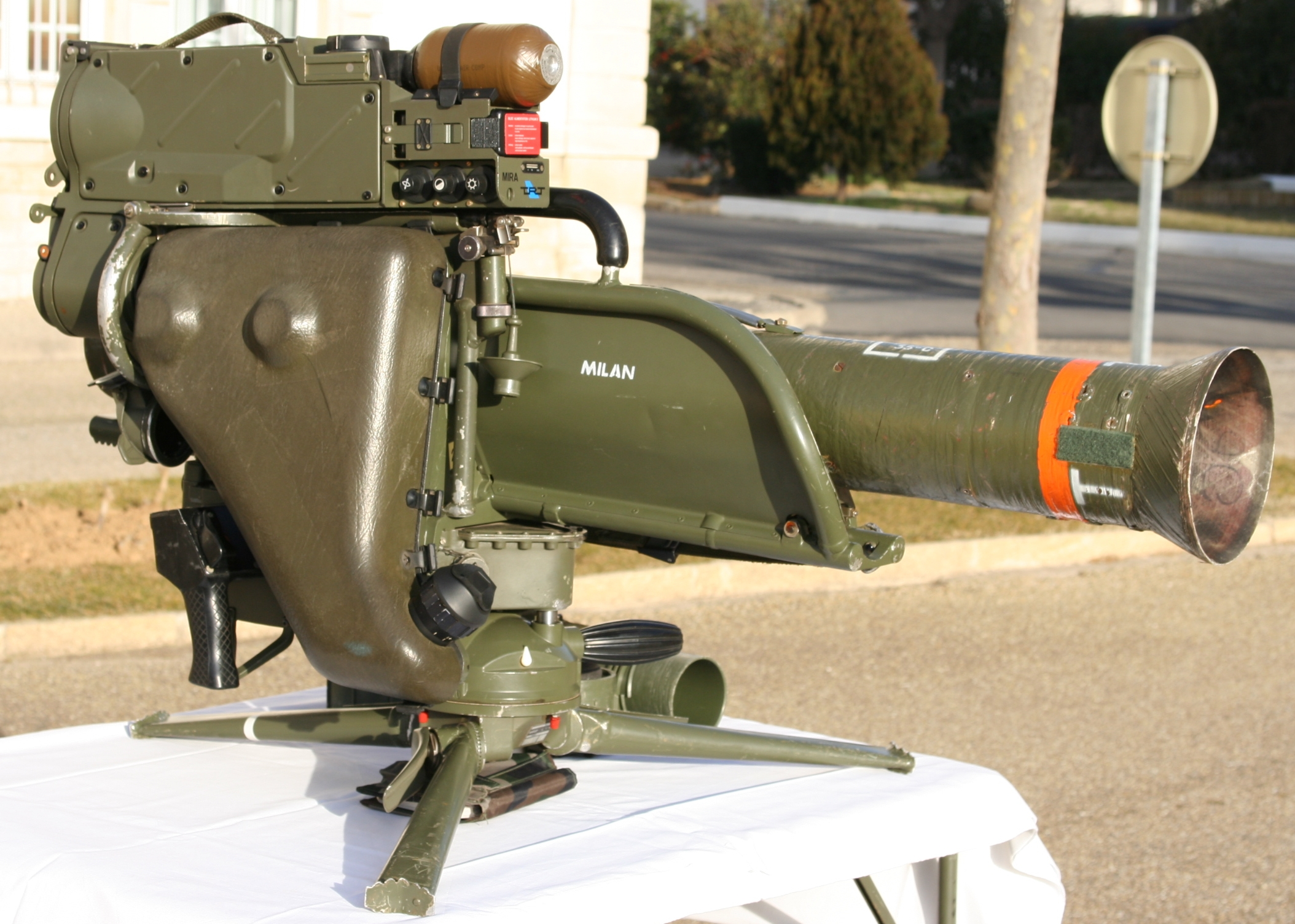
Geladener französischer MILAN-Starter mit aufgesetztem Wärmebildgerät MIRA mit Einweg-Kühlpatrone (brauner eiförmiger Körper)

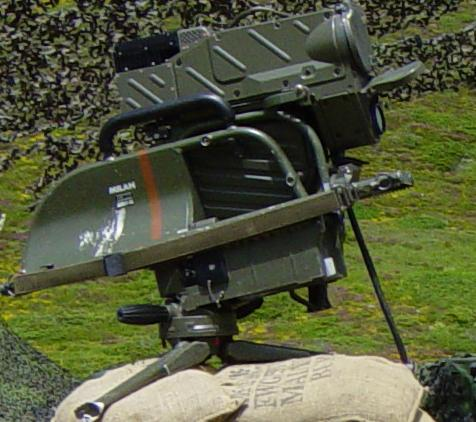
Im Vergleich das deutsche System – an Stelle der Kühlpatrone befindet sich ein Kompressor

Die Waffenanlage besteht aus Startschiene, Lenkelektronik, Halter für die Wärmebildkamera, Tragegriff, kurzem Dreibein und der Optik. Das Startrohr besteht aus Rohr, Verriegelungskasten und Gleitschuh und beinhaltet den Lenkflugkörper (LFK). Vor jedem Start wird ein Startrohr mit dem Flugkörper auf das Startgestell aufgesetzt (in die Startschiene) und mechanisch verriegelt. Beim Abschuss wird das Startrohr nach hinten vom Startgestell gestoßen.
Das gesamte Waffensystem kann zusätzlich mit dem kleinen Dreibein auf einem langen Dreibein montiert werden. Die Gesamthöhe beträgt dann 1,20 m und ermöglicht den Einsatz auch aus höheren Deckungen. Das System hat eine Feuerleistung von bis zu drei Starts pro Minute. Die Kampfentfernung des Flugkörpers MILAN 2 beginnt, bedingt durch eine Sicherheitseinrichtung, ab 75 m und endet bei 1975 m.
Mit dem 1980 eingeführten aufsetzbaren Wärmebildgerät (WBG) MIRA (Milan Infra-Rot Adapter) wurde die MILAN erstmals voll nacht- und allwetterkampffähig. Während die Bundeswehr die Sensorik des MIRA mit einem elektrisch betriebenen Kompressor kühlt, werden von den britischen und französischen sowie Streitkräften anderer Staaten mit Stickstoff gefüllte Einweg-Kühlpatronen verwendet. Im Gegensatz zum Kompressor sinkt der Geräuschpegel enorm und erschwert somit die Aufklärung des MILAN-Trupps.
Das Waffensystem MILAN ADT-ER ist eine Weiterentwicklung des MILAN-Konzeptes. MILAN ADT-ER besteht aus dem reichweiten- sowie leistungsgesteigerten Flugkörper MILAN ER (Extended Response) und der verbesserten und voll digitalisierten Waffenanlage MILAN ADT (Advanced Technology).
Der MILAN-ER-Lenkflugkörper erzielt eine Reichweite von 3000 m und kann mit seinem leistungsfähigeren Gefechtskopf über 1000 mm Panzerstahl nach einer Reaktivpanzerung der neuesten Generation und 2000 mm Stahlbeton durchdringen. Das Ortungsverfahren zur Vermessung der Flugkörperposition wurde von MILAN 3 übernommen und ist resistent gegen natürliche und künstliche Störmaßnahmen.
Zum Start des Flugkörpers MILAN ER wurde die tragbare Waffenanlage MILAN ADT entwickelt. MILAN ADT verfügt über ein leistungsfähiges integriertes Wärmebildgerät und ist auf eine Bekämpfungsreichweite von bis zu 3000 m hin ausgelegt. Anstelle der optischen Tagsicht (Fernrohr) kann in die Waffenanlage MILAN ADT auch eine TV-Kamera integriert werden. Hierdurch besteht die Möglichkeit der Fernsteuerbarkeit des Waffensystems sowie der Verwendung von Simulationstechniken für die Ausbildung. Mit der Waffenanlage MILAN ADT können auch die bei der Bundeswehr zuvor bereits vorhandenen MILAN-Flugkörper eingesetzt werden. Nicht zuletzt deswegen bietet MILAN deutliche Kostenvorteile.
Die Fähigkeit, weite Gebiete mit Hilfe der optischen Sensorik zu überwachen sowie ein sehr breites Zielspektrum zu bekämpfen, zeichnet MILAN ADT-ER aus. In Duellsituationen ist das Waffensystem in der Lage, sofort nach der Zielidentifizierung ohne Zeitverlust zu feuern, da die Kühlung eines Suchkopfes im Vergleich zu anderen Systemen nicht erforderlich ist (Waffensysteme, die den Flugkörper vorkühlen müssen, können den Flugkörper nach nichterfolgtem Start nicht mehr im Nachtsichtmodus (IR-Modus) abfeuern. Der Flugkörper muss daraufhin ausgetauscht und instand gesetzt werden). Das SACLOS-System der MILAN ADT-ER erlaubt dem Schützen den sofortigen Übergang von der Überwachungs-, Aufklärungs- und Identifizierungphase zur Bekämpfung von aufgeklärten Zielen. Durch die technische Auslegung wird das Risiko eines Zielverlustes zwischen dem Vorgang der Aufklärung und Identifikation eines Zieles und dem Abfeuern praktisch ausgeschlossen und erhöht den Schutz des Soldaten. Dies ist insbesondere in Szenarien wechselnder Intensität von einsatzkritischer Bedeutung, da eine kontinuierliche Feuerbereitschaft gewährleistet werden muss. Das Waffensystem ist für den Einsatz gegen Panzerfahrzeuge sowie zur Bekämpfung von Zielen mit geringer IR-Signatur wie zum Beispiel Bunker, Feldbefestigungen und Brücken geeignet.
Dank seines vergleichsweise geringen Gewichtes kann der Flugkörper vom Boden mit dem Dreibein oder von einem Fahrzeug wie Fuchs oder Marder aus starten. Der Lenkflugkörper verbleibt bis zum Start im weitgehend wartungsfreien und geschützten Startrohr, er hat damit Munitionscharakter. Eine Integration in den Schützenpanzer Puma gilt als realisierbar.

## Steuerung

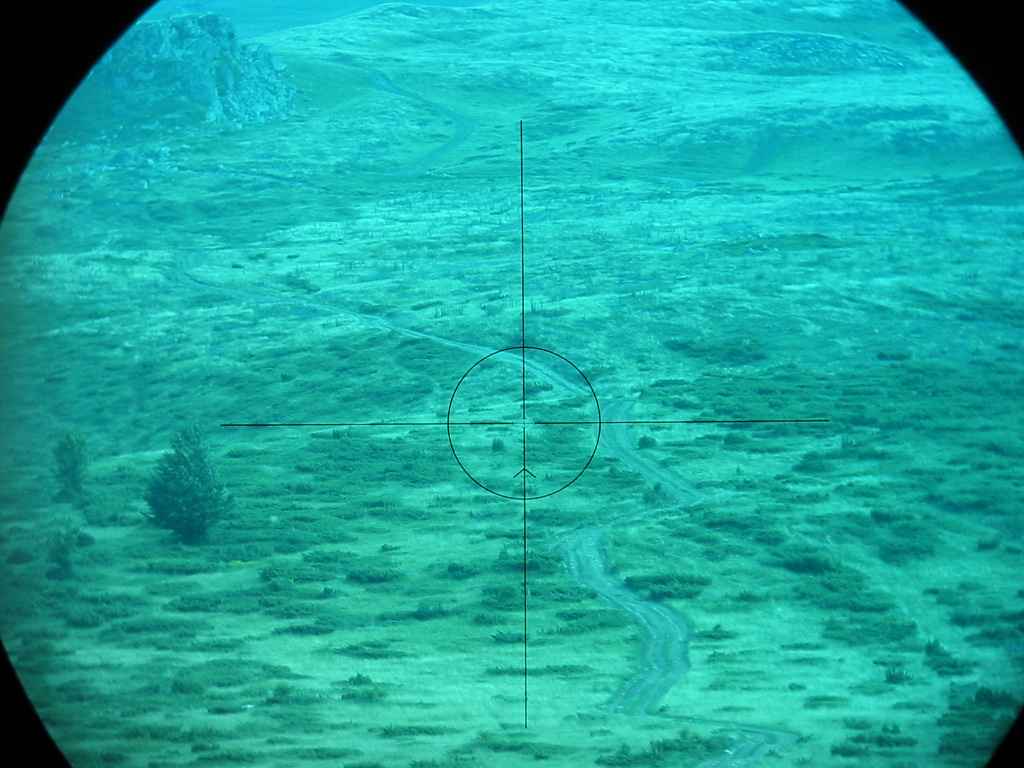
Sicht durch die Optik der MILAN

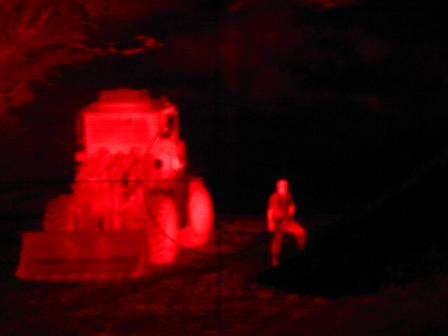
Sicht bei Nacht mit Wärmebildgerät MIRA

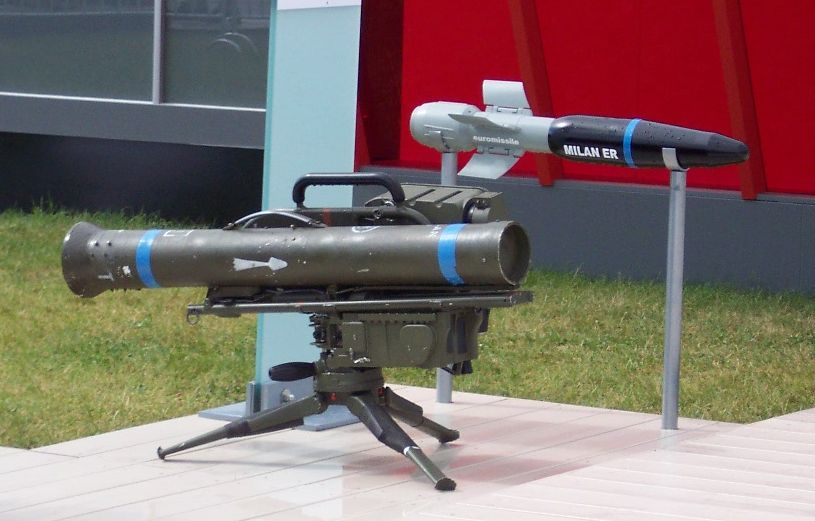
MILAN ADT-ER

Als Lenkflugkörper (LFK) der zweiten Generation sollte MILAN beim Start mit leichter Steigung starten, dann aber direkt und für den Richtschützen verfolgbar das Ziel im Bereich der Visierlinie anfliegen. So konnte dieser erstmals das Ziel dynamisch verfolgen und auch ein fahrendes Ziel treffen, wenn das Fadenkreuz auf dem Ziel gehalten wurde.
Die Steuerung erfolgt über einen Lenkdraht aus Kupfer, der sich im Flugkörper abspult und mit dem Starter verbunden ist. Über den Draht werden die Impulse an die Strahlruder gesendet, welche die Lenkbewegungen ausführen.
Die Übertragung der Steuerbefehle des Flugkörpers MILAN ER erfolgt über die gesamte Flugstrecke durch einen dünneren, jedoch nunmehr kevlarverstärkten Lenkdraht. Zur Zielbekämpfung muss der Schütze das Ziel im Fadenkreuz halten und die SACLOS-Lenkung (Semi automatic command line of sight) steuert den Flugkörper auf der Visierlinie ins Ziel.
Die Drahtlenkung bei infanteristischen Waffensystemen hat sich in vielen Einsätzen bewährt und gilt bis heute als sehr zuverlässig. Dies steht im Gegensatz zu Fire-and-Forget-Systemen, die ihr Ziel selbstständig suchen, verfolgen und autonom bekämpfen, ohne dass ein Zielwechsel oder auch Abbruch möglich wäre. Ein weiterer Nachteil von Fire and Forget bzw. Fire and Observe in diesem Zusammenhang ist, dass immer eine Aufschaltung auf ein Ziel mit erkennbarer Infrarotsignatur nötig ist. Diese kann durch Tarnung (Infrarot-Nebel oder ungünstige Gefechtsfeldeinflüsse wie Rauch- oder Staubentwicklung) oder ungünstige Witterungsbedingungen verschleiert werden, wodurch eine effektive Bekämpfung des Ziels nicht mehr möglich ist.
Nachteilig ist bei einer Drahtlenkung die Tatsache, dass der Schütze das Ziel während der Anflugphase des Flugkörpers permanent im Blick haben muss, was ihn wiederum für gegnerischen Beschuss verwundbar macht.

## Einsatz

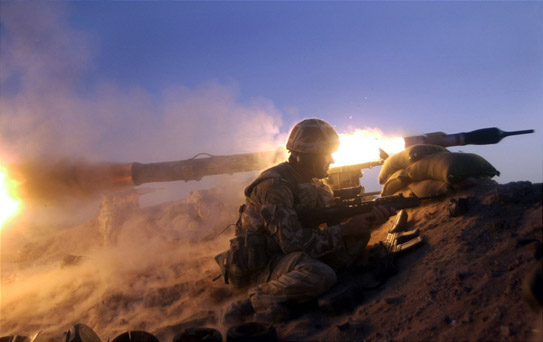
MILAN im Einsatz – weltweit von mehr als 40 Staaten verwendet

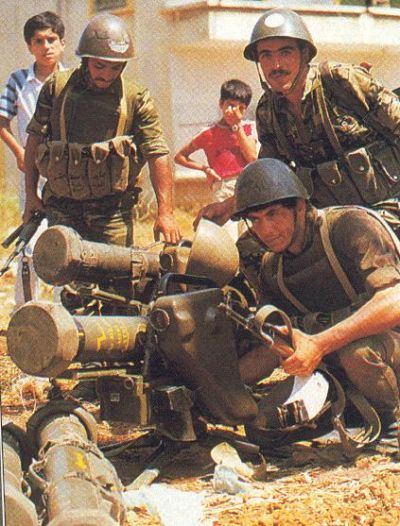
Die syrische Armee nutzte das Waffensystem MILAN gegen die israelische Armee im Libanonkrieg 1982

Die sehr gute Trefferquote der MILAN und die leichte Schulung der Richtschützen machte sie zu einem der weitestverbreiteten Lenkflugkörper weltweit. Ursprünglich nur als Boden-Boden-Panzerabwehrwaffe konzipiert, ist die MILAN begrenzt auch gegen in Bodennähe langsam fliegende Luftfahrzeuge wie Helikopter einsetzbar, etwa beim Beobachten, Zielen oder Absetzen von Truppen im Schwebeflug. Die Waffenanlage wird mit dem Wärmebildgerät auch zur Aufklärung bzw. Gefechtsfeldüberwachung eingesetzt.
Richtschützen der Bundeswehr müssen eine MILAN-ATN haben. Die Jägertruppe hat in ihren Bataillonen eigene MILAN-Züge. In den Fallschirmjägereinheiten verfügen die Kampfkompanien über einen schweren Zug mit einer MILAN-Gruppe. Bei den Panzergrenadieren wird die MILAN abgesessen vom MILAN-Trupp mitgeführt oder aufgesessen vom Schützenpanzer (SPz) Marder abgefeuert. Dazu wird die Starteinheit des Lenkflugkörpers (LFK) vom Kommandanten auf der rechten Turmseite montiert, was nur mit Hilfe des aufgesessenen Trupps möglich ist, da sich die Starteinheit hinter dem Turm auf der rechten Kampfraumseite befindet und an den Kommandanten gereicht werden muss. Dieser Vorgang dauert etwa 30 Sekunden. Beim Start der MILAN und bei der Zielzuführung muss der Panzer in seiner Stellung verharren, um die Kontrolle des LFK während der Flugphase zu ermöglichen. Der SPz Marder 1A3 führt vier MILAN-LFK und die Starteinheit mit sich.
Die MILAN-Rakete wird neben Deutschland und Frankreich auch in Großbritannien, Spanien sowie Indien in Lizenz gefertigt. In Europa löste der Flugkörper frühere Systeme wie etwa Aérospatiale SS.11 und MBB COBRA ab. In Osteuropa fand eine vergleichbare Entwicklung zu Panzerabwehrflugkörpern der zweiten Generation statt.
MILAN ist in mehr als 40 Staaten im Einsatz.
Eine Tochtergesellschaft der EADS hat einen Vertrag mit Libyen über die Lieferung von MILAN-Raketen im Wert von 168 Millionen Euro geschlossen, Frankreich und dessen Präsident wurden daraufhin kritisiert. Während des Grenzkrieges zwischen Libyen und dem Tschad waren 1987 MILAN-Raketen gegen Libyen eingesetzt worden und zerstörten Kampfpanzer vom Typ T-55. Ab 1987 lieferte die CIA die MILAN im Rahmen der Operation Cyclone an die Mudschaheddin in Afghanistan im Kampf gegen die Sowjetunion. Im Zweiten Golfkrieg setzte Frankreich die MILAN gegen die irakischen Streitkräfte ein. Dabei wurden mindestens sieben irakische Kampfpanzer vom Typ T-55 zerstört. Gemäß einer israelischen Quelle wird die MILAN auch von der libanesischen Hisbollah im Kampf gegen Israel während des Libanonkriegs 2006 eingesetzt. Am 14. August 2010 bekämpfte eine Bundeswehreinheit in Afghanistan mit einer MILAN-Rakete eine Talibanstellung während eines längeren Feuergefechts. Im April 2011 bestätigte Katar, dass es MILAN-Raketen aus französischer Produktion an die Aufständischen im Osten Libyens liefert. Im seit 2011 währenden syrischen Bürgerkrieg hat die Golfstaaten-Koalition aus Saudi-Arabien und Katar im Juni 2013 bestätigt, Raketen vom Typ MILAN an die Aufständischen geliefert zu haben. Die Lieferung von weiteren Panzerabwehr- und Luftabwehrraketen ist vorgesehen, es steht jedoch noch nicht exakt fest, welcher Typ jeweils geliefert wird.
Am 31. August 2014 wurde von der deutschen Bundesregierung bekanntgegeben, dass die Waffenlieferungen an die kurdischen Peschmergatruppen im Irak und Syrien auch 30 MILAN-Panzerabwehrwaffen sowie 500 Lenkflugkörper umfassen sollen. Diese Raketen dienten der Peschmerga maßgeblich bei der Verteidigung gegen Autobomben des sogenannten Islamischen Staates.
Das Panzerabwehrraketensystem MILAN wird bei der Bundeswehr durch das PARS 3 LR abgelöst.

## Radioaktivität
Der Infrarotstrahler von MILAN-Raketen enthält etwa 2 g radioaktives Thorium mit einer Aktivität von 10 kBq, welches während des Fluges und bei der Detonation freigesetzt wird. Seit 2001 werden deshalb vom Führungsstab des Heeres Schutzmaßnahmen beim Aufsammeln der Glühstrahler befohlen sowie die landwirtschaftliche Nutzung der Zielgebiete untersagt.
Eine Studie über die Umwelteinflüsse auf dem Stützpunkt CFB Shilo der kanadischen Streitkräfte in Manitoba, wo mit MILAN-Systemen geübt wurde, konnte einen erhöhten, jedoch unter dem Grenzwert liegenden Gehalt von Thorium-232 im Grundwasser nachweisen und empfahl, auf dem Gelände keine MILAN-Raketen mehr abzufeuern.
Die Vereinigung der Internationalen Ärzte für die Verhütung des Atomkrieges (IPPNW) sieht beim Einsatz von MILAN-Raketen gefährliche Langzeitfolgen z. B. durch Lungenkrebs oder Schädigung des Erbguts.

## Eigenschaften des Waffensystems MILAN ADT-ER
| Kenngröße                         | Daten |
| Allgemeine Angaben                | Allgemeine Angaben |
| --------------------------------- | --- |
| Hersteller                        | MBDA (Deutschland/Frankreich) |
| Startplattform                    | Dreibein, Trägerfahrzeug, Schiffe, Boote (Integration in SPz Puma möglich) |
| Zielszenarien                     | stehende u. bewegte Ziele, gestreckte Flugbahn, Reaktivpanzerung, Verbundpanzerung, Bunker, Feldbefestigungen, Gebäude usw.                                                                      |
| Einsatzerprobt                    | ja |
| Ersttrefferwahrscheinlichkeit     | > 93 % bei über 100.000 Starts |
| Startgerät                        | |
| Entdecken/Erkennen/Identifizieren | 12.000 / 5000 / 3000 m (mit Wärmebildgerät) |
| Systemstartzeit                   | < 1 sec |
| Digitalisierung                   | Lenkelektronik und Ortungsanlage |
| Videoschnittstelle                | In & Out |
| Remote Observation                | über externes Display |
| Remote Control                    | die Funktionalität der Fernsteuerung ist durch die Digitalisierung der Waffenanlage prinzipiell gegeben und technisch realisierbar                                                               |
| GPS-Daten                         | Positions- und Richtungsangaben im Display |
| NetOpFü                           | Anbindung möglich |
| Fehlerkennung                     | Built-In-Test-Equipment |
| Höhenrichtbereich                 | −10° bis +10° |
| Seitenrichtbereich                | 360° |
| Rückstrahlzone                    | 5–8 m |
| Feuerhöhe (auf langem Dreibein)   | 75–95 cm |
| Feuerhöhe (Bodeneinsatz)          | 30–55 cm |
| Lenkflugkörper                    | |
| Durchschlag (MILAN ER)            | > 1000 mm nach modernster Reaktivpanzerung / 2000 mm Stahlbeton |
| Gefechtskopf                      | Tandemhohlladung mit nichtdetonativer Vorhohlladung |
| Zünder                            | Aufschlagzünder |
| Reichweite (MILAN ER)             | 3000 m |
| Marschgeschwindigkeit             | ca. 150 m/s |
| Flugdauer                         | 500 m = 4 s; 1000 m = 7 s; 1500 m = 10 s; 1975 m = 13 s |
| Steuerung                         | halbautomatisch über Infrarotsender am Heck des LFK, drahtgelenkt (SACLOS-System), Modi: Aufklären-Zielen-Feuern-Halten (Fire and Control), Man-in-the-Loop-Prinzip, Lock-On After Launch (LOAL) |
| Flugkörper                        | rollt um die Längsachse, Kreisel, Decoder, Doppelruder, Blitzlampe (Störhärtung), keine Abkühlung LFK (Vorteil in Duellsituationen), benötigt keine IR-Signatur                                  |
| Antrieb                           | zweistufiger Hauptmotor, raucharm |
| Länge                             | 120 cm |
| Gewichte                          | ADT-ER Systemgewicht ca. 45 kg, Gewicht LFK ca. 13,5 kg |
| Kompatibilität                    | mit der gesamten MILAN-LFK-Familie (MILAN 1 bis ER) |
| Logistik                          | |
| Life Cycle Cost                   | wartungsfreie Munition, nur Sichtprüfung |
| Lebensdauer                       | spezifiziert 20 Jahre |
| Versorgungssicherheit             | Versorgbarkeit für zehn Jahre vertraglich garantiert (100 % europäisch) |
| Wertschöpfung in Deutschland      | Waffenanlage ADT zu 100 %, LFK ER zu 10 % |

## Verwendung in Frankreich
Im französischen Heer wird die MILAN seit 2017 durch die Missile Moyenne Portée (MMP) ersetzt.